# Józef Russek
Józef Russek (ur. 12 lutego 1923 w Szczurach koło Ostrowa Wlkp., zm. 8 stycznia 1996 w Ostrowie) – polski lekkoatleta, długodystansowiec, zawodnik Ostrovii i działacz sportowy.

## Życiorys
Karierę sportową rozpoczął w wieku 25 lat. Podczas pierwszego profesjonalnego startu (Bieg Narodowy w 1948 r.) reprezentował barwy LZS Szczury. Dość szybko przeszedł jednak do Ostrovii. Klub z Ostrowa reprezentował do końca kariery.
Był mistrzem Polski w biegu maratońskim w 1957 i 1958, wicemistrzem w biegu na 10 000 metrów w 1951 oraz w biegu godzinnym w 1955, a także brązowym medalistą w biegu na 10 000 metrów w 1950 i 1952 oraz w biegu godzinnym w 1954.
Jeden raz reprezentował Polskę podczas meczu lekkoatletycznego (z NRD w Warszawie 6-7 października 1951; zajął 2. miejsce w biegu na 10 000 metrów). W 1952 wraz z Janem Kielasem i Winandem Osińskim wystartował w biegu przełajowym w Paryżu. Zajął 10. miejsce w biegu maratońskim podczas Międzynarodowych Igrzysk Sportowej Młodzieży w 1955 w Warszawie. Zwyciężył w tej konkurencji w Memoriale Janusza Kusocińskiego w 1956.
Czterokrotnie ustanawiał rekordy Polski: dwukrotnie w maratonie czasem 2:36:06,0 (10 czerwca 1956 w Warszawie) i 2:35:48,0 (15 sierpnia 1956 w Warszawie), w biegu na 15 000 metrów wynikiem 48:57,2 (22 maja 1955 w Poznaniu) oraz w biegu na 20 000 metrów czasem 1:05:20,2 (27 maja 1956 we Wrocławiu).
Sportową karierę zakończył w 1965 roku. W latach późniejszych zajmował się popularyzacją sportu.
Józef Russek był honorowym członkiem KKS Ostrovia i KS Stal oraz Terenowego Klubu Olimpijczyka w Wysocku Wielkim. Zmarł 8 stycznia 1996 roku mając 72 lata.

## Rekordy życiowe
Źródło:
| Konkurencja           | Data i miejsce           | Wynik       |
| --------------------- | ------------------------ | ----------- |
| bieg na 3000 metrów   | 12 lipca 1953, Wałcz     | 8:51,0      |
| bieg na 5000 metrów   | 17 lipca 1955, Kluczbork | 14:45,4     |
| bieg na 10 000 metrów | 8 maja 1955, Wałcz       | 31:43,4     |
| bieg maratoński       | 15 lipca 1956, Warszawa  | 2:35:48,0   |
| bieg godzinny         | 27 maja 1956, Wrocław    | 18 362,70 m |

## Ciekawostki
- W dniu 26.09.2006 uchwałą Rady Miejskiej Miasta Ostrowa nr XLIV/645/06 jedna z ostrowskich ulic na osiedlu Zacharzew otrzymała imię Józefa Russka[6].

- Organizowany corocznie od 1986 roku w Wysocku Wielkim Bieg Olimpijski jest równocześnie memoriałem Józefa Russka (od 1996 roku)[7].